# Phrynetopsis marshalli
Phrynetopsis marshalli är en skalbaggsart som beskrevs av Stefan von Breuning 1935. Phrynetopsis marshalli ingår i släktet Phrynetopsis och familjen långhorningar.
Artens utbredningsområde är:
- Ghana.
- Sierra Leone.

Inga underarter finns listade i Catalogue of Life.